# Movimento Giovanile Libanese – MGL
Il Movimento Giovanile Libanese – MGL (in arabo حركة الشباب اللبنانية ‎?, Ḥarakat al-Shabāb al-Lubnāniyya), anche noto come Gruppo Marun Khuri (GMK) (in arabo مجموعة مارون خوري‎?, Majmūʿa Mārūn Khūrī, è stato una milizia armata cristiana di estrema destra libanese che ha combattuto nel corso della prima fase della guerra civile libanese.

## Origini
L'MGL fu fondato ai primi degli anni Settanta come associazione di studenti universitari maroniti di estrema destra che avversavano fortemente l'Accordo del Cairo del 1969 e la presenza ingombrante delle milizie guerrigliere dell'Organizzazione per la Liberazione della Palestina (OLP) in Libano, seguendo come loro leader Bashīr Mārūn Khūrī (nome di guerra "Bāsh Mārūn"), figlio dello storico e più importante riferimento politico del Distretto di Dekwaneh (Dekwāneh) a Beirut Est, Naʿīm al-Khūrī.

## Ideologia politica
Essendo accesamente anticomunista e anti-palestinese, l'ideologia del gruppo si rifaceva alle teorie estremistiche del cosiddetto Fenicianesimo propugnato dai Guardiani del Cedro.

## L'MGL nella guerra civile del 1975-77
L'MGL/GMK entrò nel Fronte Libanese nel gennaio 1976 e organizzò una sua propria milizia armata, al cui addestramento, oltre che sovvenzione e armamento, provvidero il partito libanese delle Katāʾeb e Israele.
Essa vantava circa 500-1.000 combattenti, appoggiati da una piccola forza meccanizzata composta da Panhard AML-90 autoblindo e mitragliatrici o veicoli d'appoggio tattico del collassato Esercito Libanese. Questi ultimi erano Land-Rover series II-III, Santana Series III (Land-Rover series III di fabbricazione spagnola), Toyota Land Cruiser (J40), Dodge W200 Power Wagon, Dodge D series (3ª generazione), GMC Sierra Custom K25/K30 e Chevrolet C-10 Cheyenne light pickup dotati di mitragliatrici pesanti, cannoni senza rinculo e autocannoni contraerei.
La milizia era personalmente guidata da Bāsh Mārūn e operava di norma nei distretti di Ra's al-Dekwāna, Ayn al-Rummāne e Manṣūriyye, presidiando le locali sezioni della Linea Verde, ma combattendo anche in altre aree (in particolare nella cosiddetta Battaglia degli alberghi), guadagnandosi la fama di feroci combattenti.

## Atrocità addebitate
La milizia divenne nota per la sua brutalità. Nel periodo gennaio-agosto 1976, una forza di 100 miliziani prese parte a vari assedi di posizioni nemiche e ai susseguenti massacri nei campi-profughi palestinesi situati nella cittadina costiera di Dubayh (Dbayeh), nel Distretto di al-Matn, e a Karantina, al-Maslakh e al lungo assedio di Tell al-Zaʿtar, a Beirut-Est. 
Nell'ultimo scontro, l'MGL rafforzò il blocco del campo-profughi, lanciando il 22 giugno un assalto deciso assieme ai falangisti che si protrasse per 35 giorni, e la ferocia messa in mostra dai componenti del MGL in tale attacco, oltre alle atrocità da essi perpetrate, fecero loro guadagnare il soprannome "Gli spettri dei cimiteri" (in arabo أشباح المقابر‎?, Ashbāḥ al-maqābir), e i seguaci di Bāsh Mārūn furono visti indossare con regolarità collane fatte con pezzi di corpo umano amputati alle loro vittime.

## Scioglimento
L'MGL fu presto assorbito dalle altre milizie del Fonte Libanese nel 1977, cessando subito dopo di esistere come organizzazione indipendente. Sotto il comando delle FL, svolse in seguito un ruolo-chiave nell'allontanamento el febbraio del 1978 delle forze militari regolari siriane dal Beirut-Est controllata dai cristiani, in occasione della cosiddetta Guerra dei Cento Giorni (Ḥarb al-Miʾat Yawm).

### Fonti secondarie
- (EN)  Moustafa El-Assad, Civil Wars Volume 1: The Gun Trucks, Sidone, Blue Steel books, 2008.
- (EN)  Samer Kassis, 30 Years of Military Vehicles in Lebanon, Beirut, Elite Group, 2003. ISBN 9953-0-0705-5
- (FR)  Samer Kassis, Véhicules Militaires au Liban/Military Vehicles in Lebanon 1975-1981, Chyah, Trebia Publishing, 2012. ISBN 978-9953-0-2372-4